# Il sorriso di Angelica
Il sorriso di Angelica è un romanzo di Andrea Camilleri, il diciassettesimo con protagonista il Commissario Montalbano, pubblicato da Sellerio il 21 ottobre 2010. Il libro è il primo di Camilleri che appare dopo la morte della editrice Elvira Sellerio che ebbe modo di leggerlo e correggerlo. L'autore ne scrive con rimpianto nella nota finale del racconto. 

## Trama
Montalbano, a 58 anni, sembra essere preda della paura della vecchiaia ed è forse per questo che si abbandona ad una passione fisica per una giovane e spregiudicata donna, che gli ricorda non solo nel nome l'ariostesca Angelica. Il commissario, preso dalla voglia di giovinezza, tradisce per la prima volta, volontariamente e senza gli scrupoli che aveva in passato, la sua eterna fidanzata Livia della quale sospetta un tradimento che lo rende "furioso" come l'Orlando dell'Ariosto, spesso citato nel racconto con i versi del suo poema.
Il romanzo procede nella storia, che si complicherà con un paio di morti assassinati, con una serie di furti, compiuti tutti con la stessa originale tecnica inventata da un misterioso personaggio, Zeta, che sfida Montalbano a scoprirlo. Un'altra sfida, come quella de La caccia al tesoro, che il commissario riuscirà ancora una volta a vincere.
Accanto a Montalbano non mancano i personaggi di Catarella, l'imbranato centralinista del commissariato di Vigata, e dell'irascibile dottor Pasquano, il medico legale, che svolgono anche qui i coloriti ruoli dei racconti precedenti.
Una parte più ampia nel dipanarsi della vicenda l'autore l’assegna a Fazio, anche questa volta collaboratore più attivo e vicino non solo nelle indagini ma anche nella vita privata del commissario di cui si farà complice per evitare, evadendo la legge, un coinvolgimento nei fatti delittuosi, pericoloso per la reputazione della bella Angelica.

## Edizioni
- Andrea Camilleri, Il sorriso di Angelica, Prima ed., collana La memoria, Sellerio Editore, 2010,  p. 304, ISBN 978-88-389-2528-3.